# Simon Baker
Simon Baker, teljes nevén Simon Baker-Denny (Launceston, Tasmania, 1969. július 30. –) ausztrál színész.
A mentalista és az Őrangyal című televíziós sorozatok főszereplőjeként ismert, mindkét szereppel egy-egy Golden Globe-jelölést szerzett. 2017-ben debütált filmrendezőként és forgatókönyvíróként Breath című sportdrámájával, melyet több kategóriában AACTA-díjra jelöltek, Baker a legjobb férfi mellékszereplőnek járó díjat vehette át.

## Élete és pályafutása
Édesanyja, Elizabeth Labberton angoltanár volt. Édesapja, Barry Baker művészként dolgozott. 1971-ben, kétéves korában szülei elváltak. Anyja új férjével és két gyermekével Új-Dél-Walesbe, Lennox Headbe költözött – a mostohaapa egy fiút hozott a házasságba. Simon nem jött ki a mostohaapjával, vér szerinti édesapját pedig csak 18 évesen, 1987-ben látta ismét.
Az iskolában átlagosan teljesítő fiú akkor fedezte fel színészi tehetségét, amikor egyszer észrevette, hogy édesanyja figyeli, ahogy házuk előtt gördeszkázik. Produkált egy műesést, és addig feküdt a földön, amíg édesanyja pánikba nem esett. A középiskola elvégzése után, 1987-ben mégis Sydney-be ment egészségügyi főiskolára, ám hamarosan felfedezte őt a filmipar. Először egy jégkrémreklámban szerepelt. Nem csak filmes munkákat vállalt. Dolgozott betonkeverőgép mellett segédmunkásként, kertészként, mosogatóként, és még kocsmában is.
Hamarosan lehetőséget kapott a szereplésre Melissa Tkautz Read My Lips című videóklipjében.
Fiatalon ismerte meg szintén színésznő honfitársnőjét, Rebecca Rigget egy közösen forgatott szappanoperában. Baker még nem volt 24 éves, amikor első gyerekük, Stella Breeze 1993-ban megszületett.
Baker hamarosan a Szigorúan bizalmas (1997) szereplői között találta magát. Több egyéb film után a 2000-es A vörös bolygó című sci-fiben játszott Val Kilmerrel, Carrie-Anne Moss-szal és Benjamin Bratt-tel.
A mentalista sikersorozat sztárjaként 2013. február 14-én megkapta csillagát a Hollywoodi hírességek sétányán.

## Magánélete
A színész és felesége, Rebecca Rigg színésznő szoros barátságot ápol Nicole Kidmannel: Simon harmadik gyermekének, Harry Fridaynek Kidman lett a keresztanyja.

## Filmográfia

### Film
| Év   | Magyar cím                 | Eredeti cím                    | Szerep                        | Magyar hang      |
| ---- | -------------------------- | ------------------------------ | ----------------------------- | ---------------- |
| 1997 | Szigorúan bizalmas         | L.A. Confidental               | Matt Reynolds                 | Welker Gábor     |
| 1997 | Különösen veszélyes        | Most Wanted                    | Stephen Barnes                | Seszták Szabolcs |
| 1998 |                            | Restaurant                     | Kenny                         |                  |
| 1998 | Az áruló csókja            | Judas Kiss                     | Junior Armstrong              | Háda János       |
| 1998 |                            | Love from Ground Zero          | Eric                          |                  |
| 1998 | Füstjelek                  | Smoke Signals                  | fiatal Thomas Builds-the-Fire | Gacsal Ádám      |
| 1999 | A pokol lovasai            | Ride with the Devil            | George Clyde                  | Rosta Sándor     |
| 2000 | Sunset Strip – A jövő útja | Sunset Strip                   | Michael Scott                 |                  |
| 2000 | A vörös bolygó             | Red Planet                     | Chip Pettengill               | Görög László     |
| 2001 | A királyné nyakéke         | The Affair of the Necklace     | Rétaux de Villette            | Czvetkó Sándor   |
| 2004 |                            | Book of Love                   | David Walker                  |                  |
| 2005 | A kör 2.                   | The Ring Two                   | Max Rourke                    | Czvetkó Sándor   |
| 2005 | Holtak földje              | Land of the Dead               | Riley                         | Viczián Ottó     |
| 2006 | Ilyen még nem volt         | Something New                  | Brian Kelly                   | Lux Ádám         |
| 2006 | Az ördög Pradát visel      | The Devil Wears Prada          | Christian Thompson            | Szatmári Attila  |
| 2007 | Szex és halál kezdőknek    | Sex and Death 101              | Roderick Blank                | Viczián Ottó     |
| 2007 |                            | The Key to Reserva (rövidfilm) | Roger Thornberry              |                  |
| 2009 | A titokzatos lakó          | The Lodger                     | Malcolm                       | Welker Gábor     |
| 2009 | Nem feledve                | Not Forgotten                  | Jack Bishop                   |                  |
| 2009 | Csajok a pácban            | Women in Trouble               | Travis McPherson              |                  |
| 2010 | A gyilkos bennem él        | The Killer Inside Me           | Howard Hendricks              | Lux Ádám         |
| 2011 | Krízispont                 | Margin Call                    | Jared Cohen                   | Czvetkó Sándor   |
| 2013 | Az a bizonyos első év      | I Give it a Year               | Guy                           | Lux Ádám         |
| 2017 |                            | Breath                         | Bill "Sando" Sanderson        |                  |
| 2018 | Itt és most                | Here and Now                   | Nick                          | Lux Ádám         |
| 2020 |                            | High Ground                    | Travis                        |                  |
| 2022 |                            | Blaze                          | Luke                          |                  |
| 2023 |                            | Limbo                          | Travis Hurley                 |                  |

### Televízió
| Év        | Magyar cím        | Eredeti cím           | Szerep                   | Magyar hang    | Megjegyzések                                                          |
| --------- | ----------------- | --------------------- | ------------------------ | -------------- | --------------------------------------------------------------------- |
| 1989      | Mesék a kriptából | Tales from the Crypt  | partivendég              | nem szólal meg | 1 epizód (stáblistán nem szerepel)                                    |
| 1992–1993 |                   | E Street              | Sam Farrell              |                | 112 epizód                                                            |
| 1993–1994 | Otthonunk         | Home and Away         | James Healey             |                | 19 epizód                                                             |
| 1995–1996 | Szívtipró gimi    | Heartbreak High       | Mr. Thomas 'Tom' Summers | Csonka András  | 8 epizód                                                              |
| 1996      |                   | Naked: Stories of Men | Gabriel                  |                | 1 epizód                                                              |
| 1996      |                   | Sweat                 | Paul Steadman            |                | 1 epizód                                                              |
| 1999      | Férfititkok       | Secret Men's Business | Andy Greville            | Kaszás Gergő   | tévéfilm                                                              |
| 2001–2004 | Őrangyal          | The Guardian          | Nick Fallin              | Tóth Sándor    | - főszereplő (67 epizód) - rendező (1 epizód, 2003)                   |
| 2001–2004 | Őrangyal          | The Guardian          | Nick Fallin              | Lux Ádám       | - főszereplő (67 epizód) - rendező (1 epizód, 2003)                   |
| 2006–2007 |                   | Smith                 | Jeff Breen               |                | 7 epizód                                                              |
| 2008–2015 | A mentalista      | The Mentalist         | Patrick Jane             | Lux Ádám       | - főszereplő (151 epizód) - producer (57 epizód) - rendező (5 epizód) |
| 2022      | Üvöltés           | Roar                  | Adam                     |                | 1 epizód                                                              |

## Fordítás
- Ez a szócikk részben vagy egészben  a   Simon Baker című angol Wikipédia-szócikk fordításán alapul.  Az eredeti cikk szerkesztőit annak laptörténete sorolja fel. Ez a jelzés csupán a megfogalmazás eredetét és a szerzői jogokat jelzi, nem szolgál a cikkben szereplő információk forrásmegjelöléseként.